# 新尼古拉耶夫卡區

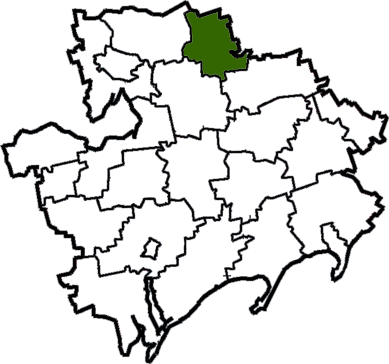
撤销前新尼古拉耶夫卡區在扎波羅熱州的位置

47°53′39″N 35°54′47″E / 47.89417°N 35.91306°E
新尼古拉耶夫卡區（烏克蘭語：Новомиколаївський район）曾是烏克蘭東南部扎波羅熱州的一個區，行政中心原設於新尼古拉耶夫卡；面積915平方公里，2013年人口16,656人，人口密度每平方公里18.2人。该区在2020年7月18日的乌克兰行政区划改革中被撤销，改革后扎波羅熱州下分为5个区，其中新尼古拉耶夫卡區合并至扎波羅熱區。